# Seltjarnarnes
Pour les articles homonymes, voir Seltjarnarnes (péninsule).
Seltjarnarnes est une municipalité d'Islande, située sur la péninsule du même nom et qui abrite la grande agglomération de Reykjavik dont Seltjarnarnes fait partie. La ville a été municipalisée en 1947 ce qui en fait une des plus anciennes municipalités d'Islande. Elle reçoit le statut de ville en 1974. C'est la municipalité ayant la plus petite superficie de tout le pays avec 2 km2.

## Jumelages
Seltjarnarnes est jumelé avec :
- Lieto (Finlande)
- Nesodden (Norvège)
- Herlev (Danemark)
- Höganäs (Suède)

## Sport
La ville possède un club omnisports fondé en 1967, le Grótta Seltjarnarnes, qui possède notamment des sections de football, de handball et de gymnastique